# Министр иностранных дел Сербии
Министр иностранных дел Сербии (серб. Министар спољних послова Србије) — министерский пост в правительстве Сербии, глава министерства иностранных дел Сербии, отвечающий за иностранные дела государства. Пост учреждён в 1811 году, окончательно в 1878 году после обретения независимости Сербией. С 1 декабря 1918 года после образования Королевства сербов, хорватов и словенцев, а с 6 января 1929 года Королевства Югославия — министр иностранных дел Югославии. Нынешний пост появился после выхода Черногории из конфедеративного Государственного Союза Сербии и Черногории и образования независимой Черногории.

## Министры иностранных дел Сербского Королевства с 1879 по 1918
- Христич, Никола[1]

## Министры иностранных дел Сербии с 2006
- Вук Драшкович (5 июня 2006 — 15 мая 2007);
- Вук Еремич (15 мая 2007 — 27 июля 2012);
- Иван Мркич (27 июля 2012 — 27 апреля 2014);
- Ивица Дачич (27 апреля 2014 — 22 октября 2020);
- Никола Селакович (28 октября 2020 — 26 октября 2022);
- Ивица Дачич (26 октября 2022 — 2 мая 2024);
- Марко Джурич (со 2 мая 2024).